# Lola Álvarez Bravo
Dolores Martínez de Anda (Lagos de Moreno, Jalisco; 3 de abril de 1903-31 de julio de 1993), cuyo seudónimo era Lola Álvarez Bravo , fue una fotógrafa mexicana.

## Biografía
Nació en Lagos de Moreno, Jalisco, México, el 3 de abril de 1903. Tuvo como padres a Gonzalo Martínez y Sara de Anda. A la edad de tres años sus padres se separaron por lo que junto con su papá y su hermano Miguel se mudaron hacia la Ciudad de México. En 1916 murió su padre, por lo que Lola y su hermano se fueron a vivir con el medio hermano de su padre y su esposa. Al encontrarse viviendo aquí tuvo como vecino a Manuel Álvarez Bravo.
Realizó estudios religiosos en el Colegio del Sagrado Corazón y el Colegio Francés; posteriormente a los doce años fue internada con las monjas teresianas, donde permaneció solo dos años. En 1925 contrajo nupcias con Manuel Álvarez Bravo. Al siguiente año, el matrimonio se fue a vivir a Oaxaca, lugar donde Lola realizó sus primeras prácticas fotográficas. En el año de 1927, regresaron a la Ciudad de México donde nacieron sus hijos Manuel Álvarez-Bravo Martínez y Angel Bravo Martínez e instaló su primera galería en su casa, donde expuso obras propias y de su esposo, del mismo modo exhibió algunos cuadros de sus amigos como fueron: Orozco, Siqueiros, Tamayo y Frida Kahlo.
En el año de 1930, comenzó a ser la asistente de Manuel Álvarez Bravo, por lo que compartieron el taller de fotografía Álvarez Bravo. Al siguiente año, obtuvo una mención en el concurso de fotografía de la fábrica de Cementos Tolteca. Organizó en conjunto con Manuel Álvarez Bravo, Rufino Tamayo y María Izquierdo, una exposición colectiva donde incluyó obras de artistas como Diego Rivera y Agustín Lazo. En 1931, junto con Julio Castellanos, Emilio Amero y Manuel Álvarez Bravo, organizaron un cineclub en la Universidad Nacional de México. En 1934 se separó de Manuel Álvarez; sin embargo, no fue hasta 1949 que se divorciaron. 
Del año 1935 a 1936, formó parte del equipo de trabajo del Departamento de Prensa y Publicaciones de la Secretaría de Educación Pública. En 1937 laboró en el Laboratorio de arte del Instituto de Investigaciones Estéticas de la UNAM  hasta 1939, año en que el proyecto del laboratorio desapareció. En el año de 1939 fue nombrada jefa del departamento de fotografía de la Dirección de Educación Extraescolar y Estética, presidida por Benito Coquet. Cuatro años después, el departamento cambió de nombre y trasladó su denominación legal a Instituto Nacional de Bellas Artes y Literatura (INBA), donde Álvarez trabajó hasta 1971.
En 1945 impartió el Taller Libre de Fotografía de la Escuela Nacional de Artes Plásticas (antigua Academia de San Carlos). Un año más tarde Benito Coquet, quien en aquel año era el oficial mayor de la Secretaría de Gobernación de México, le encomendó un trabajo fotográfico para el evento presidencial de Manuel Ávila Camacho.
Con el apoyo de Diego de Mesa y Juan Soriano creó su propio estudio de fotografía en el año de 1950. Ocho años después, Adolfo López Mateos, le extendió una invitación para que le acompañara en su comitiva en la cuarta etapa de su gira electoral, donde él se encontraba como candidato presidencial; al llegar el año de 1964 ya electo como Presidente de México, Adolfo López Mateos le entregó la placa conmemorativa e Insignia Clemente Orozco, la cual es otorgada por el estado de Jalisco y su Comité del Año de las Artes Plásticas.
En el mes de junio de 1966, trabajó para el Programa Federal de Construcción de Escuelas haciendo fotografías y montajes destinados a apoyar una ponencia nacional presentada en Suiza. Posteriormente, se le otorgó la presea Doctor Mariano Azuela en 1981, dos años más tarde el Departamento de Bellas Artes del estado de Jalisco le asignó la medalla de Jalisciense Distinguido.
El 26 de noviembre de 1985, se obtuvo una placa con el nombre de Lola Álvarez Bravo en el Teatro Degollado de Guadalajara, Jalisco. Lola dejó la fotografía alrededor de 1989. Murió el 31 de julio de 1993 en la Ciudad de México a causa de un infarto.

## Vida profesional

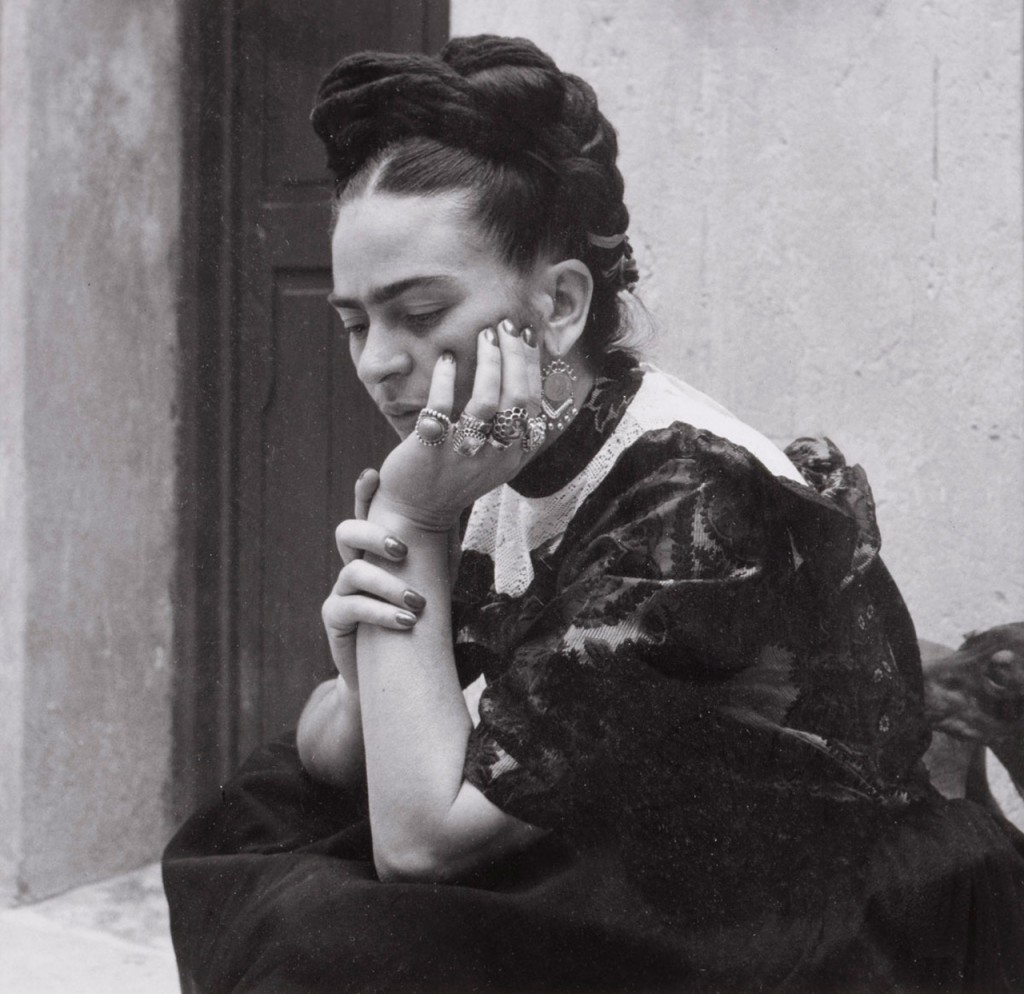
Fotografía de Frida Kahlo tomada por Lola Álvarez Bravo.

Inspirada por fotógrafos como Edward Weston, Tina Modotti, Henri Cartier Bresson entre otros, emprendió una carrera independiente que duró aproximadamente 50 años. Fotografió una amplia variedad de temas, tomando imágenes documentales de la vida cotidiana en pueblos de México y las calles de las ciudades, retratos de grandes líderes, de escultura prehispánica y arquitectura, entre muchos otros. Empezó a trabajar con el fotomontaje, fotomural y fotograma desde 1935. Realizó series de fotografías con imágenes captadas entre 1944 y 1946; los retratos de Lola Álvarez Bravo reflejan — el dolor emocional y físico de Kahlo — durante el periodo en el que había sufrido repetidas cirugías. Durante estos años incursionó en su primer y único intento cinematográfico que no llegó a concluir.
Como parte de sus actividades en el Instituto Nacional de Bellas Artes hace registro de obra de los pintores más destacados de la época; documento eventos culturales de teatro, danza, música y otros; montó exposiciones a lo largo del país; escribió un argumento para ballet "La doncella Ixquic" y el artículo "Ideales identificados, por la plástica"; y realizó diversos trabajos de manera independiente.
Enseñó fotografía en la Academia de San Carlos en la Ciudad de México. Algunos de sus discípulos son Mariana Yampolsky y Raúl Abarca.

## Legado y honores
Álvarez murió el 31 de julio de 1993 en la Ciudad de México. Dejó su obra como legado al Center for Creative Photography (CCP) de la Universidad de Arizona en Tucson. El centro recibió cien fotografías en 1994 y Olivier Debroise se encargó de organizarlas para armar una exposición itinerante, Lola Alvarez Bravo: In Her Own Light. También se lanzó una exposición del mismo nombre. Su hijo Manuel continuó agregando a la colección, que 1996 obtuvo alrededor de 200 fotografías en gelatina de plata y negativos.  En el 2007, se descubrieron fotografías adicionales en la Ciudad de México, cuando un amigo que había comprado el departamento de Álvarez descubrió cajas que contenían el trabajo de Álvarez, su marido y algunos de sus estudiantes. De acuerdo con James Oles, especialista en arte latinoamericano y profesor de la Universidad de Wellesley, el nuevo material "nos dio títulos y fechas originales que cambiaron radicalmente el significado y la interpretación" de algunas de las obras de Álvarez. Las imágenes fueron agregadas al archivo del Centro y le siguieron varias exposiciones, incluyendo a la exposición Lola Álvarez Bravo and the Photography of an Era del 2013 que incluyó a estas fotografías adicionales.
En  1953, cuando un periodista de Excélsior le preguntó a quien consideraba el artista más importante de México, el pintor Alfonso Michel respondió: "Lola Álvarez Bravo, porque sus composiciones son las de una mujer que sabe ver a una cosa en si misma". Al ignorar a iconos como David Alfaro Siqueiros, José Clemente Orozco o Diego Rivera, Michel coloca la habilidad de Álvarez para la composición y la imagen firmemente en el contexto de las bellas artes, poniendo a sus fotografías al nivel de la pintura.  Actualmente hay fotografías de Álvarez en las colecciones permanentes de museos que incluyen al Museum of Fine Arts de Houston y al MoMA en Nueva York.

## Exposiciones

### Individuales
- ”Exposición de fotografías de Lola Álvarez Bravo”, en el Palacio de Bellas Artes, México del 15 de abril al 4 de mayo de 1944.
- ”México en la vida, en la danza y en la muerte”, en el Salón de la Plástica Mexicana del 10 de septiembre de 1953.
- ”Galería de mexicanos. 100 fotos de Lola Álvarez Bravo", en el Instituto Nacional de Bellas Artes entre septiembre y octubre de 1965.
- ”Fotografías de Lola Álvarez Bravo. Exposición retrospectiva 1938-1979" en la Galería de la Alianza Francesa de Polanco el 26 de abril de 1979.
- ”Lola Álvarez Bravo en la Galería Osuna de Washington D.C” en 1982.
- ”Lola Álvarez Bravo, recuento fotográfico", en instalaciones de la Editorial Penélope y la Distribuidora Unicornio durante el 15 de marzo de 1982.
- ”Exposición-Homenaje a Lola Álvarez Bravo”, en el Centro Cultural El Nigromante, de San Miguel de Allende, Guanajuato, el 12 de mayo de 1982.
- ”De las humildes cosas”, en el Museo de la Alhóndiga de Granaditas, Guanajuato, Guanajuato durante junio de 1984.
- ”Elogio de la fotografía. Lola Álvarez Bravo. Retrospectiva de 200 fotografías conocidas y 25 inéditas", organizada por la Secretaría de Educación pública, el Instituto Nacional de Bellas Artes y el programa Cultural de las Fronteras el 15 de febrero de 1985.
- ”Fotografías de Dolores Álvarez Bravo”, dentro de las jornadas de Frida Kahlo, en el Instituto Francés de América Latina (IFAL) durante el 22 al 30 de abril de 1986.
- ”Reencuentros”, en el Museo Estudio Diego Rivera durante agosto a octubre de 1989.
- ”Lola Álvarez Bravo, photographs”, en la Galería Carla Stellweg, Latinoamerican and Contemporary Art, Nueva York durante el 3 de mayo al 1 de junio de 1991.
- ”Lola Álvarez Bravo (fotografías de Frida Kahlo), en Dallas, Texas por el Consulado General de México y la Sociedad de Amigos de la Cultura Mexicana, relaizada durante el 14 de septiembre al 14 de octubre de 1991. De allí se trasladó al National Museum of Women in the Arts, en Washington D. C. el 25 de noviembre de 1991 al 16 de mayo de 1992. Ulteriormente a Albuquerque Museum of Art, History and Science del 1 de abril al 20 de junio de 1992.
- “Frida y su mundo. Fotografía de Lola Álvarez Bravo”, en la Galería Juan Martín de México, Ciudad de México durante 2 de octubre al 3 de noviembre de 1991.
- ”Frida-Lola”, en la Galería Quetzalli, Oaxaca, Oaxaca de abril a mayo de 1992.

### Colectivas
- ”Carteles revolucionarios de las pintoras del sector femenino de la sección de Artes Plásticas”, en el Departamento de Bellas Artes, Guadalajara, Jalisco en mayo de 1935.
- "Exposición de pintura, escultura, grabado y fotografía”, en la Sala de arte de la Delegación 95, sección 9, del Sindicato de Trabajadores de la Educación de la República Mexicana, entre el 17 al 31 de diciembre de 1940.
- ”La historia gráfica, cien años de retratos”, en la Biblioteca Benjamín Franklin. En junio de 1943.
- ”Exposición de las obras de arte para la subasta a Beneficio de la Campaña Nacional contra el Analfabetismo” en el salón verde del Palacio de Bellas Artes durante el 28 de enero de 1946.
- ”The family of man”, en el Museum of Modern Art, Nueva York, de enero de 1956 a abril de 1957.
- ”Manuel y Lola Álvarez Bravo” en la Casa de la Cultura del Istmo, Oaxaca en 1977.
- ”Exposición Nacional de homenaje a Frida Kahlo”, en la Sala Nacional del Palacio de Bellas Artes, de septiembre a noviembre de 1977.
- ”La fotografía como fotografía. México 1950-1980”, en el Museo de Arte Moderno, del Instituto Nacional de Bellas Artes el 8 de septiembre de 1983.
- ”3 Genérations féminines dans la photographie mexicaine”, en el Centre Culturel du Mexique, París en la Embajada de México en París, Francia, del 27 de octubre al 3 de diciembre de 1983.
- ”Primer Salón de la Fotografía del Salón de la Plástica Mexicana”, el 22 de agosto de 1986.
- ”La femme et le surrealisme”, en el Musée Cantoral des Beaux-Arts Lausanne, Lausanne, Suiza, del 21 de noviembre de 1987 al 28 de febrero de 1988.
- ”Memoria del tiempo: 1847-1989”, en el Museo de Arte Moderno, Ciudad de México, de septiembre a noviembre de 1989.
- Mujer por mujer”, en el Museo de San Carlos del 24 de agosto a septiembre de 1989.
- ”La Mujer en México” en el Museo de Arte Contemporáneo del 27 de septiembre al 2 de diciembre de 1990.